# 木幡継清
木幡 継清（こわた(こはた) つぐきよ、天文3年（1534年）？ - 元和4年（1618年））は、戦国時代から江戸時代初期にかけての武将。相馬氏の家臣。『奥相茶和記』などに見られる人物。
相馬盛胤から利胤までの3代の主君に仕え、主に軍事面で功績を挙げたといわれている。木幡高清の兄という説があるが、高清には姉（青田常治の妻）と弟二人がいたのみである。継清は相馬市に編纂された『衆臣家譜』での木幡經清（大膳后因幡）または經清（経清）・玄清父子に比定される。元和4年（1618年）に死去した。

## 参考①・木幡經清1（大膳 后因幡）
木幡盛清の死後、相馬盛胤によって木幡氏嫡流とされた木幡政清（出羽）の名跡を継いだ。
官途名・受領名は木幡大膳 后因幡と称す。
行方郡千倉庄（現在の南相馬市鹿島区千倉）一郷（陸奥真野郷）の侍大将として活躍した。
天正16年（1588年）5月の相馬義胤の三春城の危難のときに従軍し、同年6月の田村領浅川塁（石川郡浅川町）攻めのとき戦功をあげた。
また同17年（1589年）5月17日、田村領常盤（田村市常葉町常葉）攻めのときに軍功。
同18年、5月14日、伊達勢と駒ヶ嶺に戦い、相馬敗軍のとき、相馬盛胤に従い殿軍を務め、敵を討ちながら退却。「其の功抜群なり。此の他、処々の戦陣に軍功を竭す。」と評された。本領五百二十九石、後に牛越村（南相馬市原町区牛越）に移住。
元和4年（1618年）2月9日に死去した。「衆臣家譜」には年数不知（没年齢知らず）とある。
木幡政清（出羽）――經清（大膳 后因幡）――長清（勘解由）――信清（薩摩）
　　　　　　　　｜　　　　　　　　　　　｜―某（内膳）無子孫（原文ママ）
　　　　　　　　｜　　　　　　　　　　　｜―某（主殿）無子孫 采地222石（原文ママ）
　　　　　　　　｜―胤重（藤橋作右衛門）外祖父藤橋紀伊胤泰養子 母者同經清
　　　　　　　　｜―女（岡田左衛門胤政妻）母川俣館（伊達郡川俣町）主櫻田右兵衛宗秀女
　　　　　　　　｜―清光（源兵衛）母同上　妻牛来弥兵衛女
　　　　　　　　｜―清重（半平）系在別（別の系譜あり）

## 参考②・木幡經清 2（五郎右衛門のち近江）
同じく「衆臣家譜」にみられる人物。初名を木幡五郎右衛門。木幡武清（彦市郎）の三男で「木幡近江」の子としている系譜も同書にある。後に官途名・受領名を近江と改めた。
盛胤・義胤に仕えた。宇多郡立谷村（相馬市立谷）に住み、永禄の頃から天正中に処々の戦場で数々の戦功を立てた。
「一書ニ曰ク、經清・清房兄弟ヲ以、彦市郎武清之子ト為ス。」とある。
寛永元年（1624年）甲子3月15日死去。没年齢は記されていない。
なお、父・彦市郎武清は天正4年（1576年）丙子6月下旬、名取郡座流川合戦のとき討死（56歳）、長兄正清は同年7月17日、矢野目合戦のとき闘死（年齢なし）、次兄懿清は天文 (元号)以来、元亀・天正に至って諸所に戦功有り、永禄5年（1562年）壬戌、主君盛胤に従い采地十貫文を賜る。行方郡吉奈（南相馬市小高区吉名）に住み、慶長4年(1599年）己亥12月24日死去（78歳）とある。
木幡近江
木幡武清（彦市郎）――正清（ﾏｻｷﾖ）（四郎右衛門）
　　　　　　　　　｜―懿清（木幡甲斐）――女（青田太郎右衛門常治妻）
　　　　　　　　　｜　　　　　　　　　｜―高清（源左衛門のち駿河）――清吉（藤左衛門）
　　　　　　　　　｜　　　　　　　　　｜―清宗（四郎右衛門）
　　　　　　　　　｜　　　　　　　　　｜―清重（藏人主）
　　　　　　　　　｜―經清（五郎右衛門のち近江）――玄清（與惣兵衛）――信清（小兵衛）
　　　　　　　　　｜　　　　　　　　　　　　　　｜―清勝（五郎右衛門）
　　　　　　　　　｜　　　　　　　　　　　　　　｜―信清（小兵衛）
　　　　　　　　　｜―清房（作助のち甚五右衛門）

## 参考③・木幡玄清
「参考②・木幡經清 2」の子。相馬盛胤は天正18年（1590年）5月14日、童生淵の戦いのとき玄清の抜群の戦功を褒めた。陣所において、盛胤が自らの手で貞宗の懐剣を賜った。この時相馬は敗軍。「玄清殿為テ（殿軍をして）戦忠ヲ抽ンス（ぬきんでる）」とある。盛胤の次男・相馬隆胤の戦死の童生淵の戦いで殿軍を務めたことがわかる。
慶長4年（1599年）巳亥10月17日、父・經清に先んじて死去した。